# Edgar Herbst
Edgar Eduard Herbst (* 1961 in Bad Lauterberg) ist ein deutscher Fotograf.

## Biographie
Herbst studierte Fotografie an der Fachhochschule in Darmstadt. Er war lange als Gesellschaftsfotograf unter anderem für Stern, Gala, Süddeutsche Zeitung und Spiegel tätig.
Für die Wandgestaltung des Berliner U-Bahnhofs Hohenzollernplatz erstellte Herbst, in Zusammenarbeit mit dem Haus Hohenzollern und der BVG, großformatige Ansichten der Burg Hohenzollern, die dort seit 2012 installiert sind.
Herbst lebt bei Berlin und hat sich aus der Magazinwelt zurückgezogen. Er wird von der Berliner Galerie Kewenig vertreten.
Edgar Herbst ist Mitbegründer (unter anderem mit Barbara Stauss, und Miriam Zlobinski) von DEJAVU – Gesellschaft für Fotografie und Wahrnehmung e. V. (Gründung Berlin im Sommer 2020)
Im Online-Magazin re-vue.org schreibt er eine monatliche Kolumne unter dem Titel: „Café Herbst oder die Reise zum Amazonas“ auch als Vorbereitung für ein Buchprojekt.

## Veröffentlichungen
- Island, hrsg. von Heike Ollertz, Edgar Herbst, Nikolaus Gelpke. Mare Verlag, 2012, ISBN 978-3-86648-023-0.